# Kerkrade
Kerkrade é uma cidade e município no sudeste dos Países Baixos.